# Lisebergs station
Lisebergs station är en järnvägsstation längs Västkustbanan i Göteborg, belägen i anslutning till Lisebergs nöjesfält. Den trafikeras av pendeltåg mellan Göteborg och Kungsbacka samt Västtåg mellan Göteborg och Borås. Stationen öppnade den 21 april 1993, året efter att pendeltåg återigen hade börjat trafikera sträckan Göteborg–Kungsbacka.
Stationen heter Liseberg i tidtabeller och skyltas så på perrongen, men från utsidan skyltas den Lisebergsstationen. Det infördes då människor (främst turister) tog sig ner dit i tron att de kommit till nöjesfältet med samma namn vars huvudingång ligger 300 meter västerut. Själva stationen är underjordisk (ligger i Gårdatunneln), så hissar och rulltrappor används för att ta sig till marknivån. Den ligger även i en kurva, så spåren lutar kraftigt österut. Spåren är inglasade och då ett tåg stannar öppnar föraren glasdörrarna på perrongen med hjälp av en fjärrkontroll. 
Inom 100–300 meter väster om stationen ligger Svenska Mässan, nöjesparken Liseberg och affärsgallerian Focushuset. I anslutning till stationen stannar spårvagnslinje 5 (mot Torp och Östra Sjukhuset samt Centrum och Länsmansgården) samt olika regionbusslinjer. Cirka 500 meter från stationen ligger även Korsvägen, där det finns spårvagns- och busslinjer åt många håll, till exempel mot Chalmers, Sahlgrenska, Mölndal, Angered och flygbussen.
I juni 2020 flyttades spårvagnshållplatsen något österut från utanför nöjesparksentrén till närmare stationen där flera busslinjer också började stanna. Särskilt kom en del landsbygdslinjer att få ändhållplats vid Lisebergs station istället för Heden. Detta berodde på bygget av Korsvägens station i Västlänken som ger mindre plats för bussar på Korsvägen. Lisebergs station kommer att finnas kvar även efter Västlänken står klar 2026.[källa behövs]

## Bildgalleri

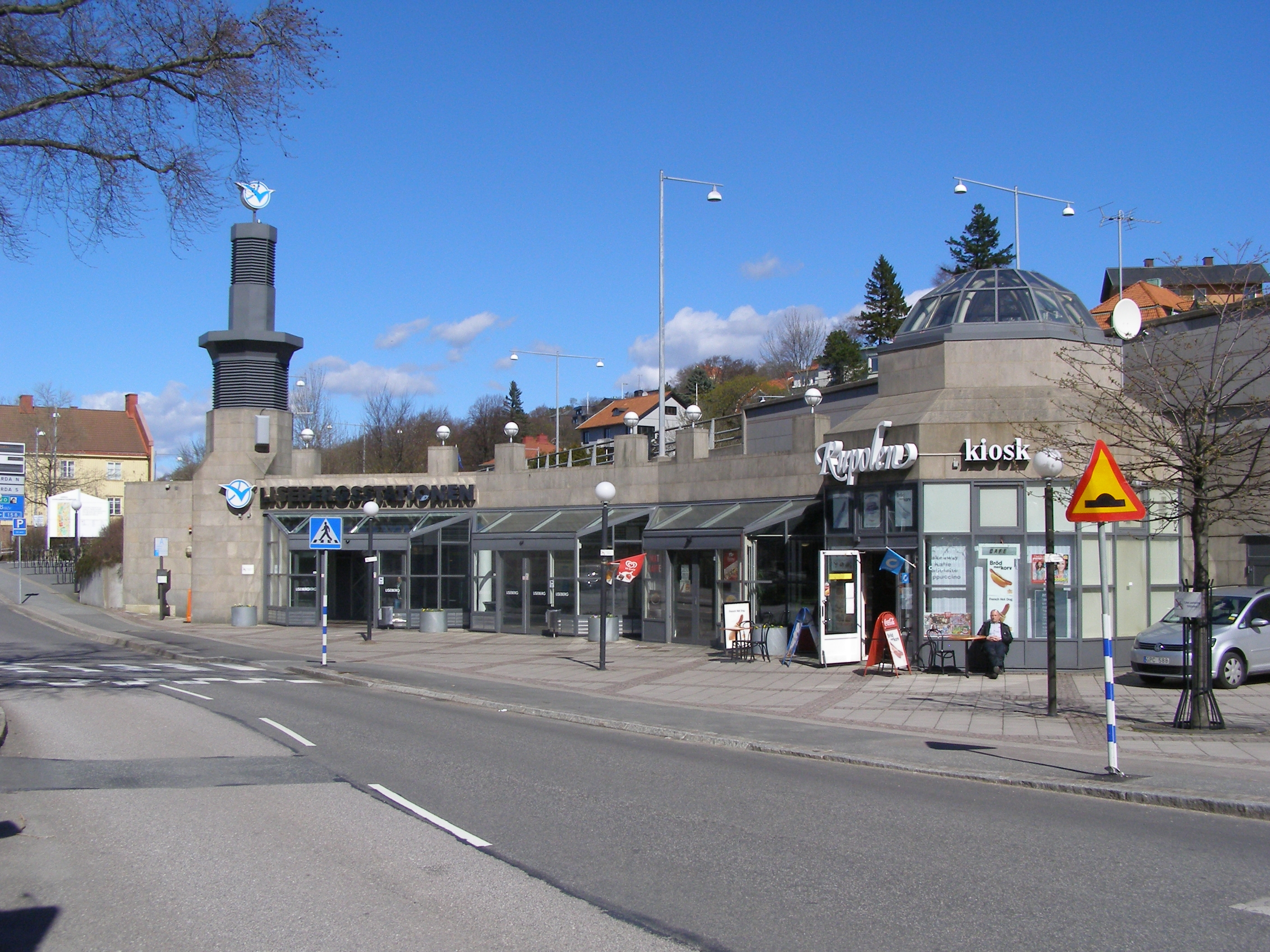
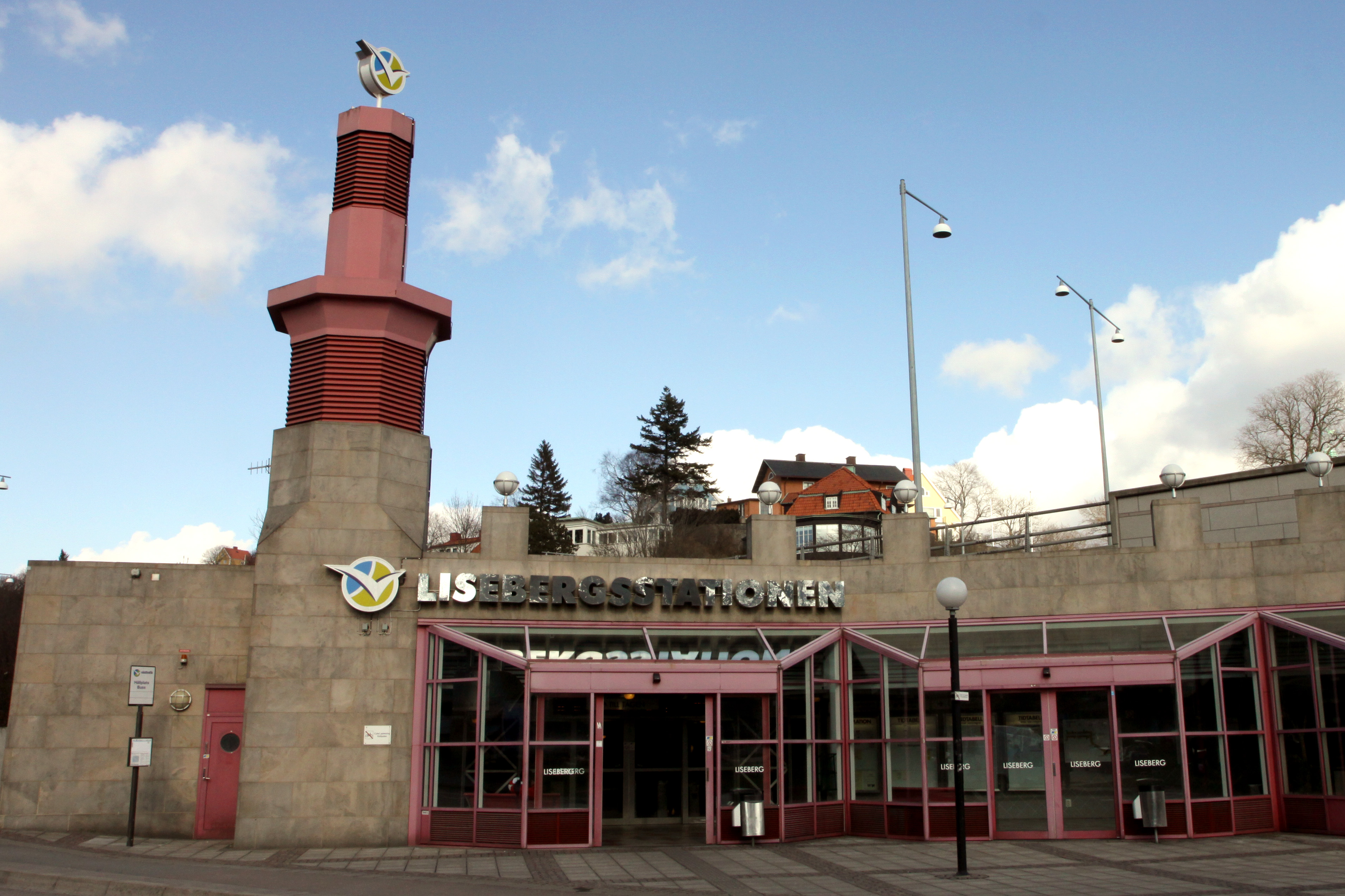
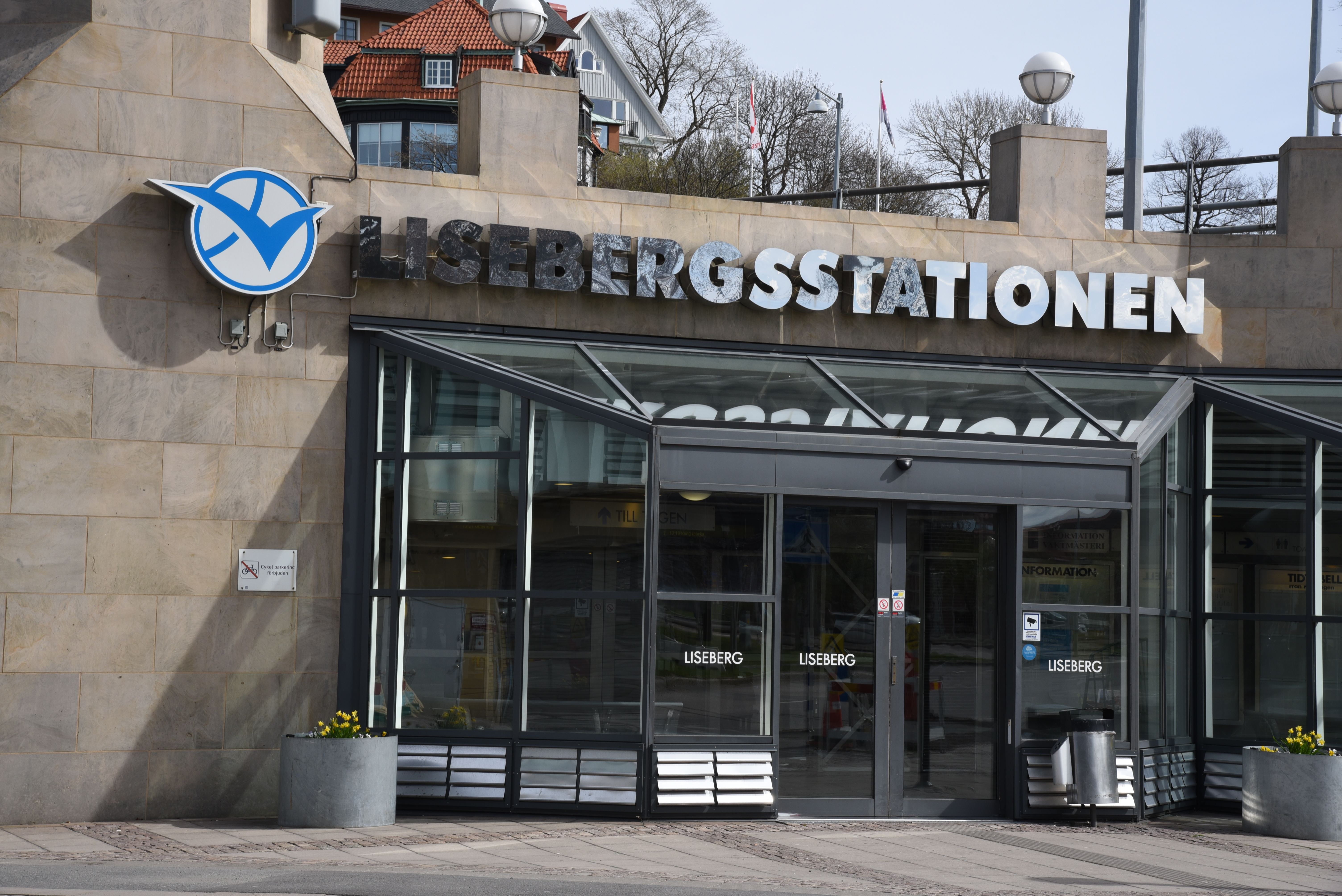
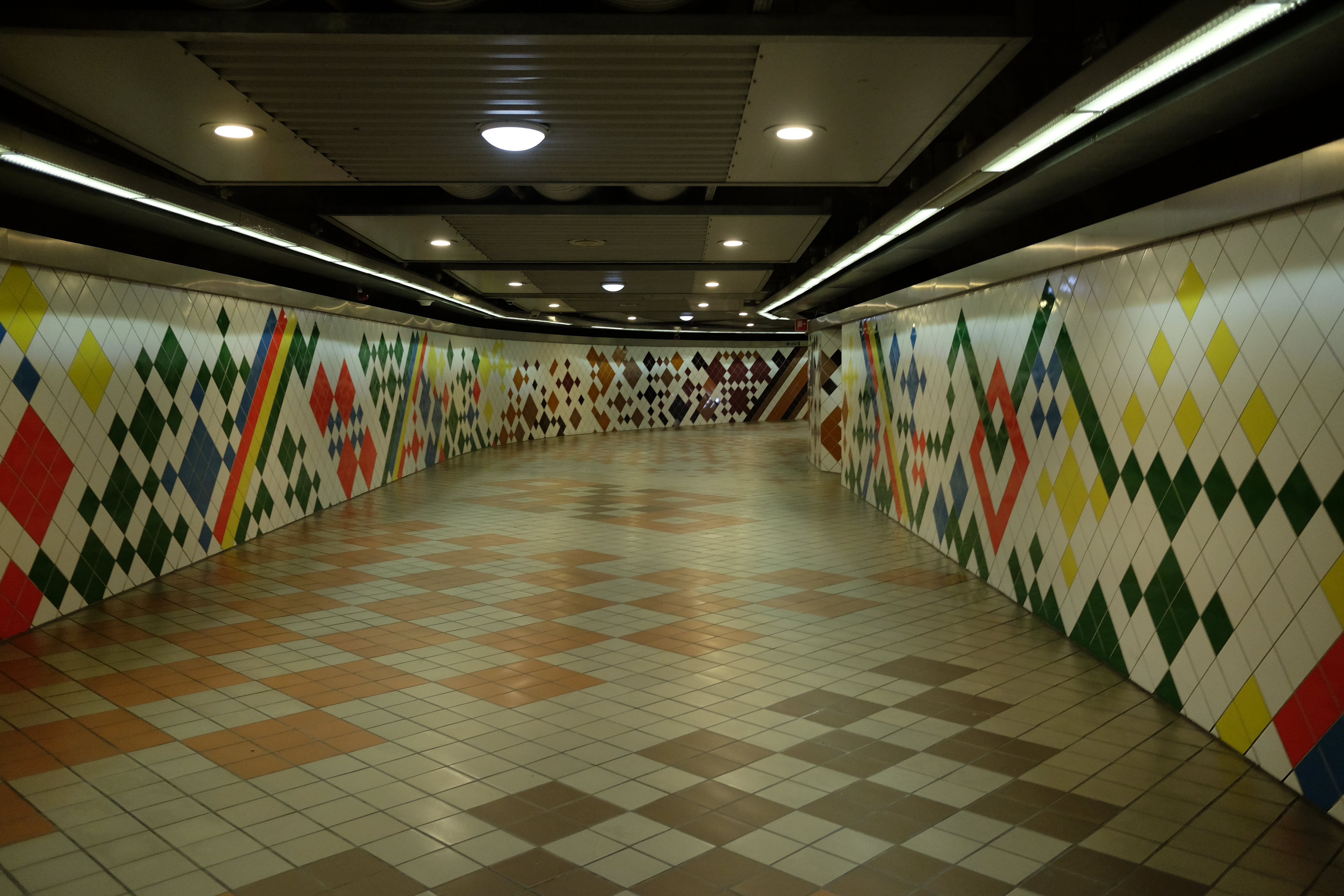
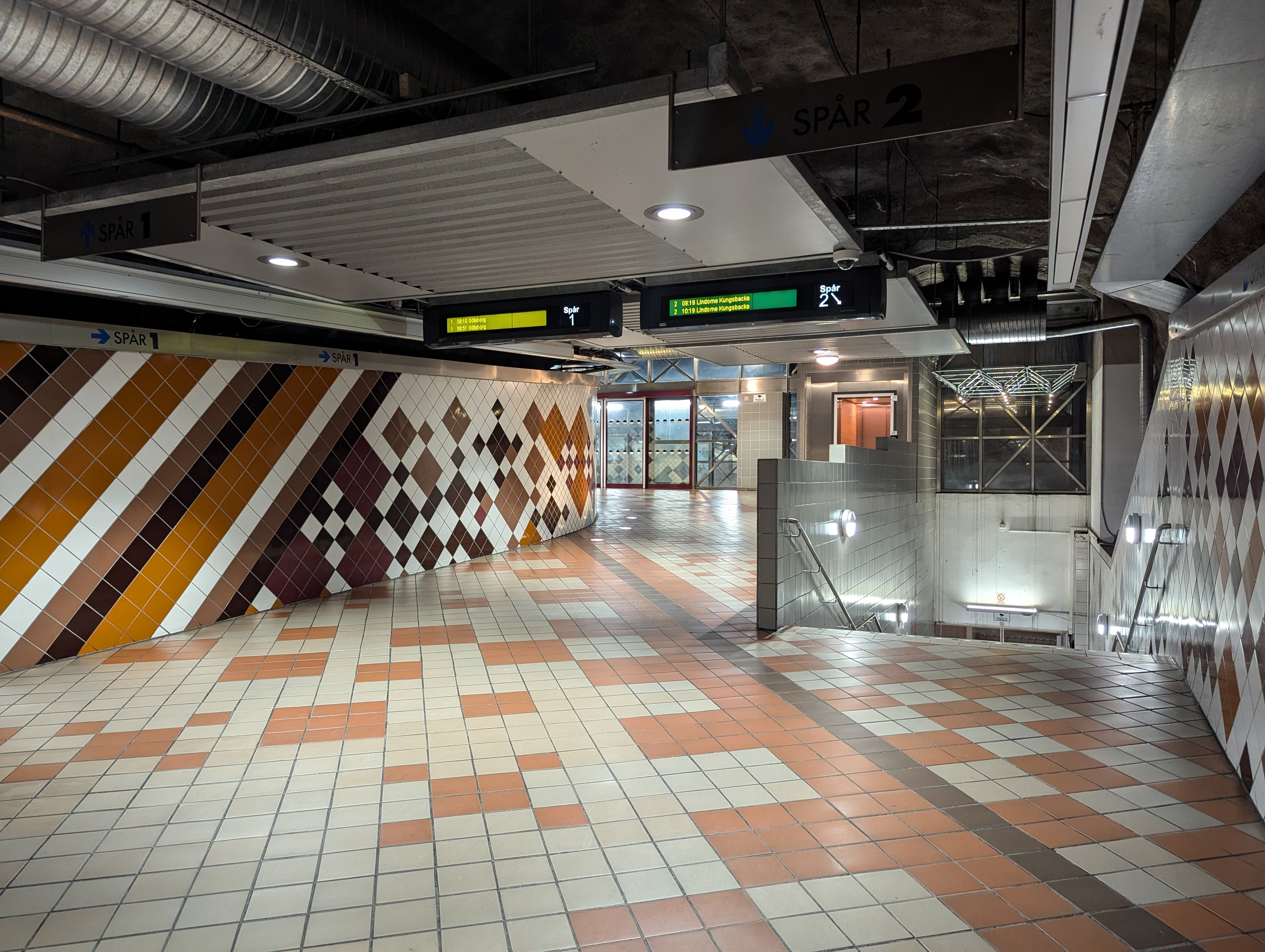
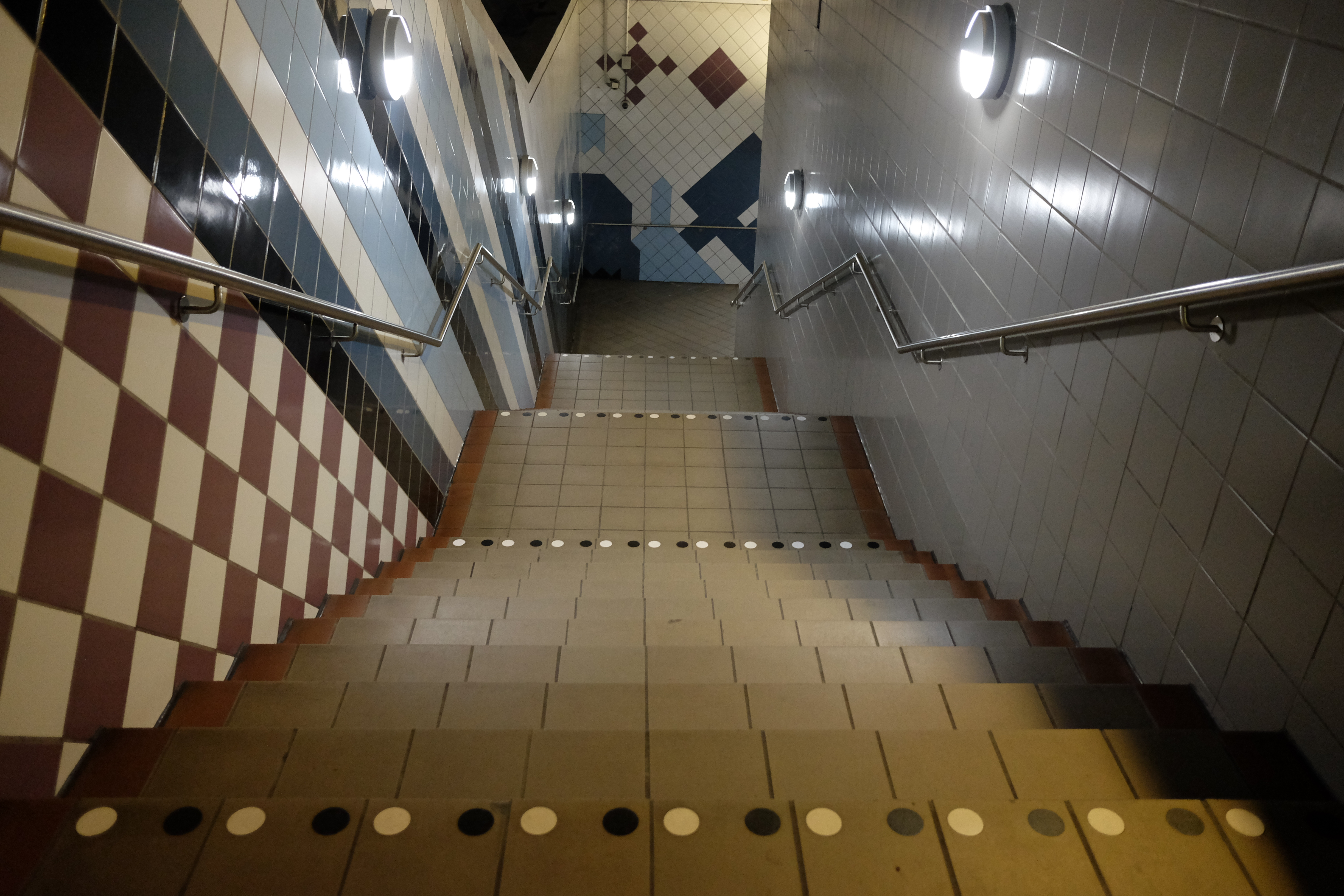